# Linacre College (Oxford)
Linacre College est un collège constituant de l'Université d'Oxford au Royaume-Uni dont les membres comprennent environ 50 boursiers et 550 étudiants de troisième cycle.
Linacre est un collège diversifié en termes de composition internationale de ses membres (dont la majorité sont de l'extérieur du Royaume-Uni et représentent 133 pays), ainsi que des disciplines étudiées. Linacre est le premier collège d'études supérieures au Royaume-Uni pour les deux sexes et toutes les matières. Contrairement à la plupart des collèges, les étudiants et les boursiers partagent la même salle commune et il n'y a pas de table haute.
Le collège porte le nom de Thomas Linacre (1460-1524), fondateur du Royal College of Physicians ainsi qu'un humaniste distingué de la Renaissance - des intérêts multidisciplinaires que le collège vise à refléter.
Le collège est situé sur St Cross Road à sa jonction avec South Parks Road, en bordure des parcs universitaires au nord et de la zone scientifique universitaire à l'ouest.

## Histoire

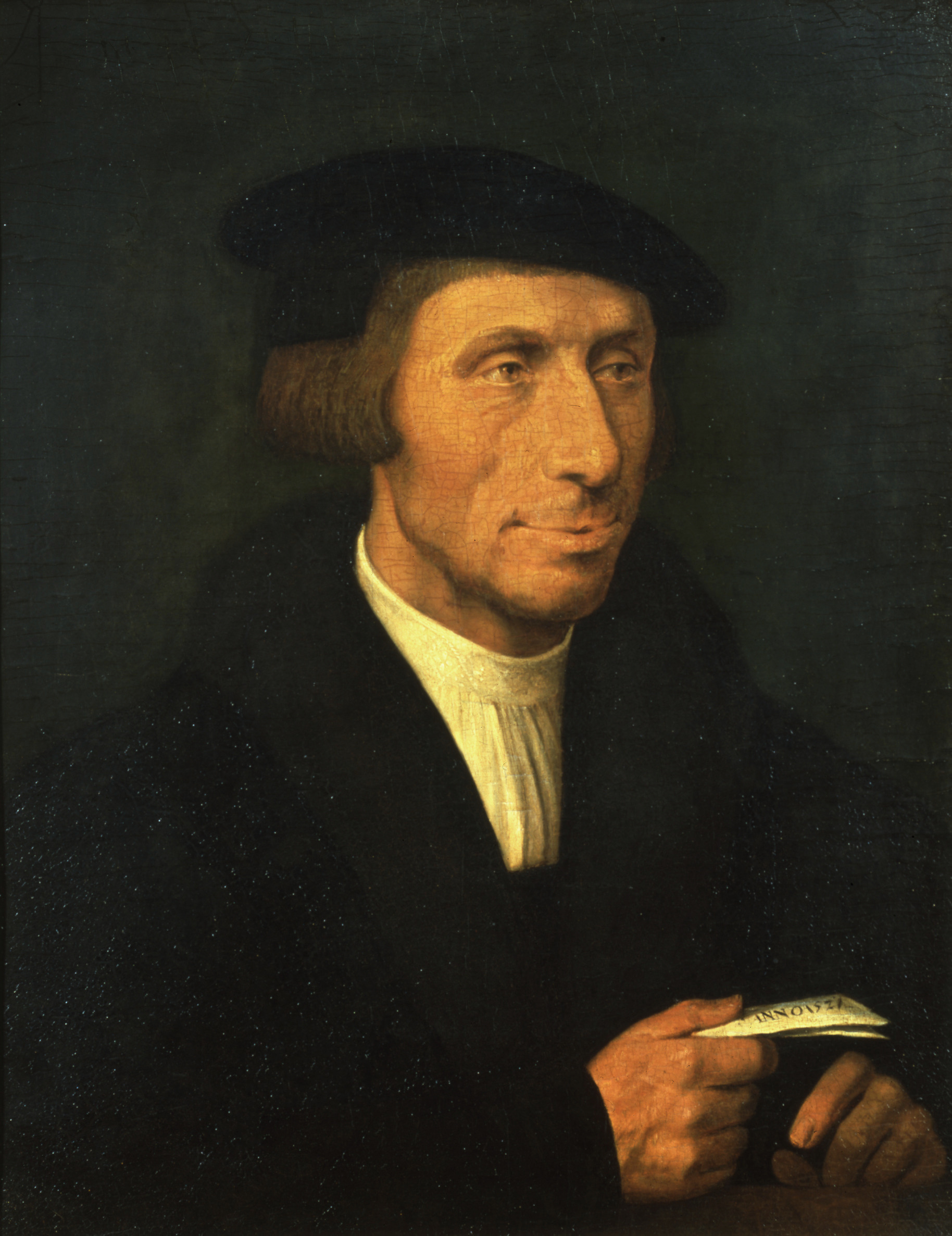
Thomas Linacre, vers 1460-1524

Le Linacre College (appelé Linacre House pendant ses trois premières années) est la première société d'études supérieures du Royaume-Uni pour les deux sexes et toutes les matières. Le directeur fondateur John Bamborough (en) le décrit comme «une expérience délibérée de l'Université pour voir si les besoins des étudiants diplômés pourraient être satisfaits par un nouveau type de société» .
Il est fondé le 1er août 1962, dans des locaux de St Aldate autrefois occupés par la St Catherine's Society (aujourd'hui St Catherine's College) et qui abrite actuellement le département de musique de l'université. Au départ, il y a 115 membres dont seulement 30 sont britanniques. Les premiers membres seniors comprennent Isaiah Berlin, Dorothy Hodgkin et John Hicks.
En novembre 1964, Linacre devient une société autonome  puis le 1er août 1986 un collège indépendant de l'Université d'Oxford par Charte royale . En 1977, Linacre déménage sur son site actuel à Cherwell Edge, un bâtiment de Style Queen Anne conçu en partie par Basil Champneys, qui était autrefois une maison privée, un couvent de la Congrégation des sœurs du Saint Enfant Jésus et une résidence pour les étudiants d'autres collèges . Depuis 2010, le principal est Nick Brown.

## Bâtiments et installations

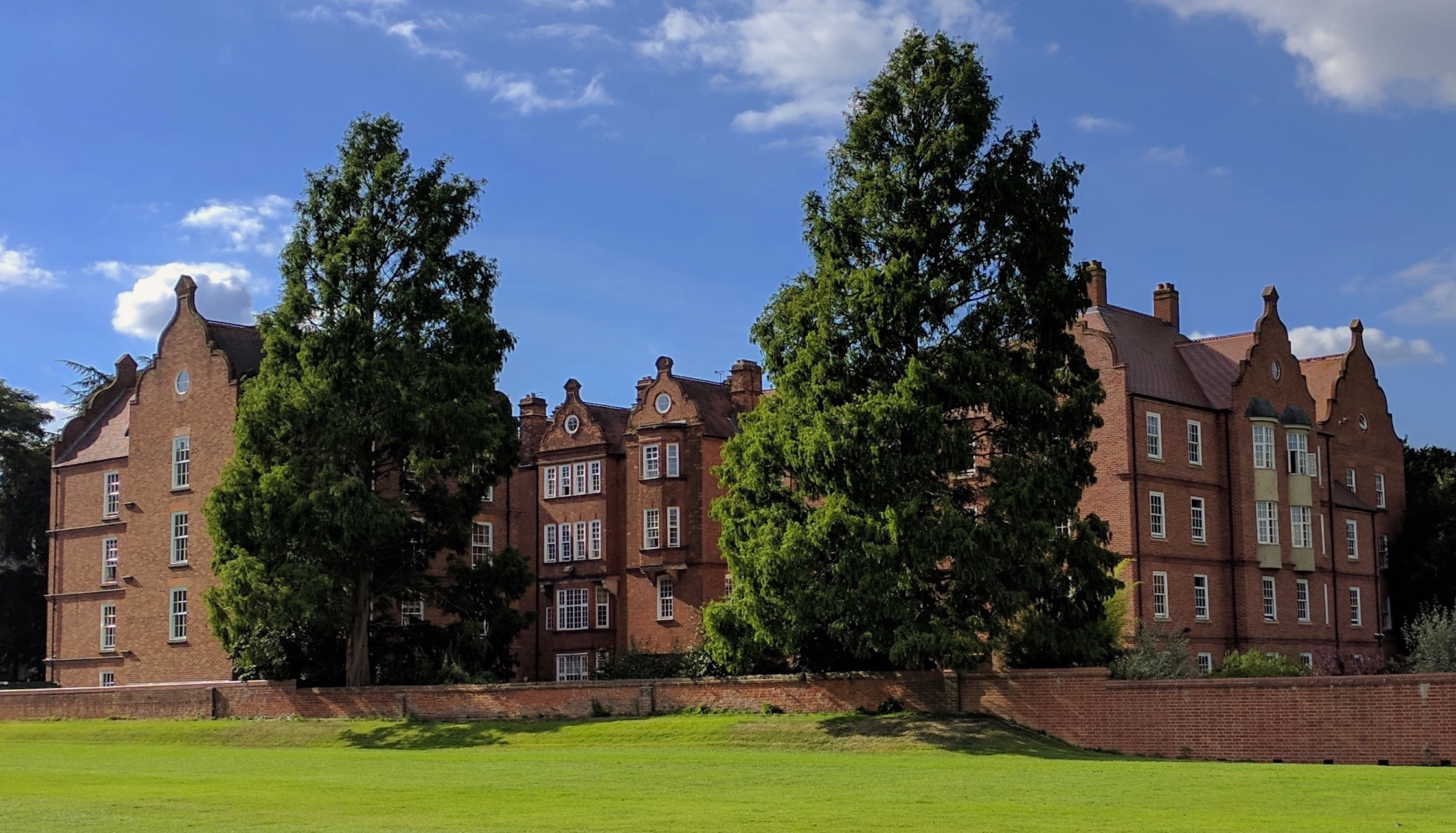
Collège Linacre du terrain de sport du nouveau collège

Le site principal de Linacre se trouve au coin de South Parks Road et de St Cross Road. En plus du bâtiment d'origine de 1886 (maintenant connu sous le nom de bâtiment OC Tanner), il y a trois blocs d'hébergement beaucoup plus récents sur le site principal, tous construits en "Linacre College Special Blend Brick" avec une architecture de style Queen Anne assortie . Les bâtiments Bamborough, Abraham et Griffiths sont achevés respectivement en 1986, 1995 et 2008 , portant à 92 le nombre total de chambres d'étudiants sur le site principal du collège .

### Bâtiment OC Tanner

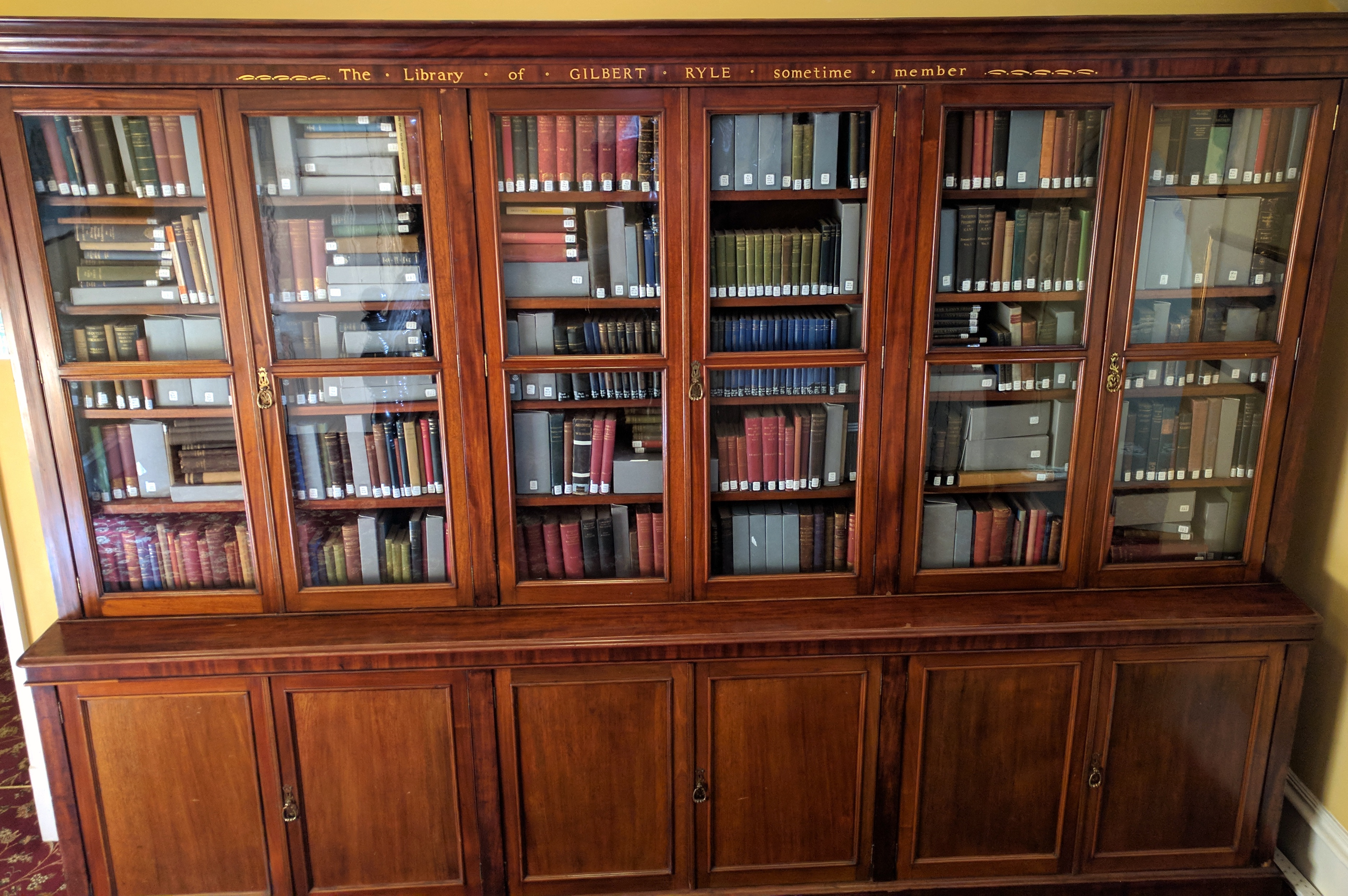
Bibliothèque de Gilbert Ryle

La partie la plus ancienne du collège, connue sous le nom de bâtiment OC Tanner, contient la plupart des installations centrales, tous les bureaux du personnel et certains logements étudiants. Le cœur du bâtiment est la grande salle commune, qui dispose d'un bar et d'autres installations de loisirs. La bibliothèque du collège, anciennement une chapelle, comprend des installations informatiques partagées pour les membres du collège.
En plus de la bibliothèque principale, il y a aussi la bibliothèque personnelle de Gilbert Ryle. Il participe à la création de Linacre House en 1962, alors que l'institution n'a pas de bibliothèque. Lorsque Ryle prend sa retraite en 1968, il fait don de plusieurs de ses livres au Linacre College et du reste de la collection après sa mort en 1976 .

### Immeuble Bamborough
Le premier ajout majeur au site principal du collège est le bâtiment Bamborough, qui ouvre ses portes en 1985 et est officiellement nommé en 1986. Il est situé à côté du bâtiment OC Tanner pour former un quadrilatère avec une fontaine ornementale. Une plaque sur le Bamborough Building indique qu'il remporte un prix Oxford Preservation Trust en 1987.

### Immeuble Abraham
Le bâtiment Edward &amp; Asbjörg Abraham, achevé en 1995, est principalement un immeuble résidentiel offrant des chambres individuelles aux étudiants. Il est conçu et construit dans le cadre d'un mouvement au sein de Linacre pour sensibiliser à l'environnement et promouvoir le développement durable. Le bâtiment est nommé UK Green Building of the Year 1996  et remporte le BCE Environmental Leadership Award ainsi que le prix spécial de conservation de l'Oxfordshire en 1995 . Un système photovoltaïque est installé sur les toits des bâtiments Abraham et Griffiths en 2011. Le quad entouré par les bâtiments Tanner, Abraham et Griffiths est nommé en 2012 d'après Jaki Leverson, un ancien élève , et contient une sculpture intitulée "The Dancing Phoenix" par Hugo Powell .
Le sous-sol du bâtiment Abraham abrite une salle de pratique musicale et le gymnase du collège.

### Bâtiment Griffiths
La résidence la plus récente sur le site principal est le bâtiment Griffiths, du nom de l'ancien étudiant et membre honoraire Rodney Griffiths. Achevé en 2008, le bâtiment dispose de 28 chambres simples avec salle de bains et de 4 chambres doubles avec salle de bains et cuisines communes. Il est finaliste pour deux prix de la Brick Development Association ,.

### Salle à manger
Entre les bâtiments OC Tanner et Abraham se trouve la grande salle à manger de Linacre, ajoutée en 1977, qui exploite un service de cantine la plupart des jours de semaine pour le déjeuner et le dîner.

### Le Jardin Rom Harré
Le développement majeur le plus récent à Linacre est l'achèvement d'une extension de jardin sur le site principal du collège en 2010. Rom Harré (en) est un ancien vice-principal et membre émérite.

## Galerie de photos

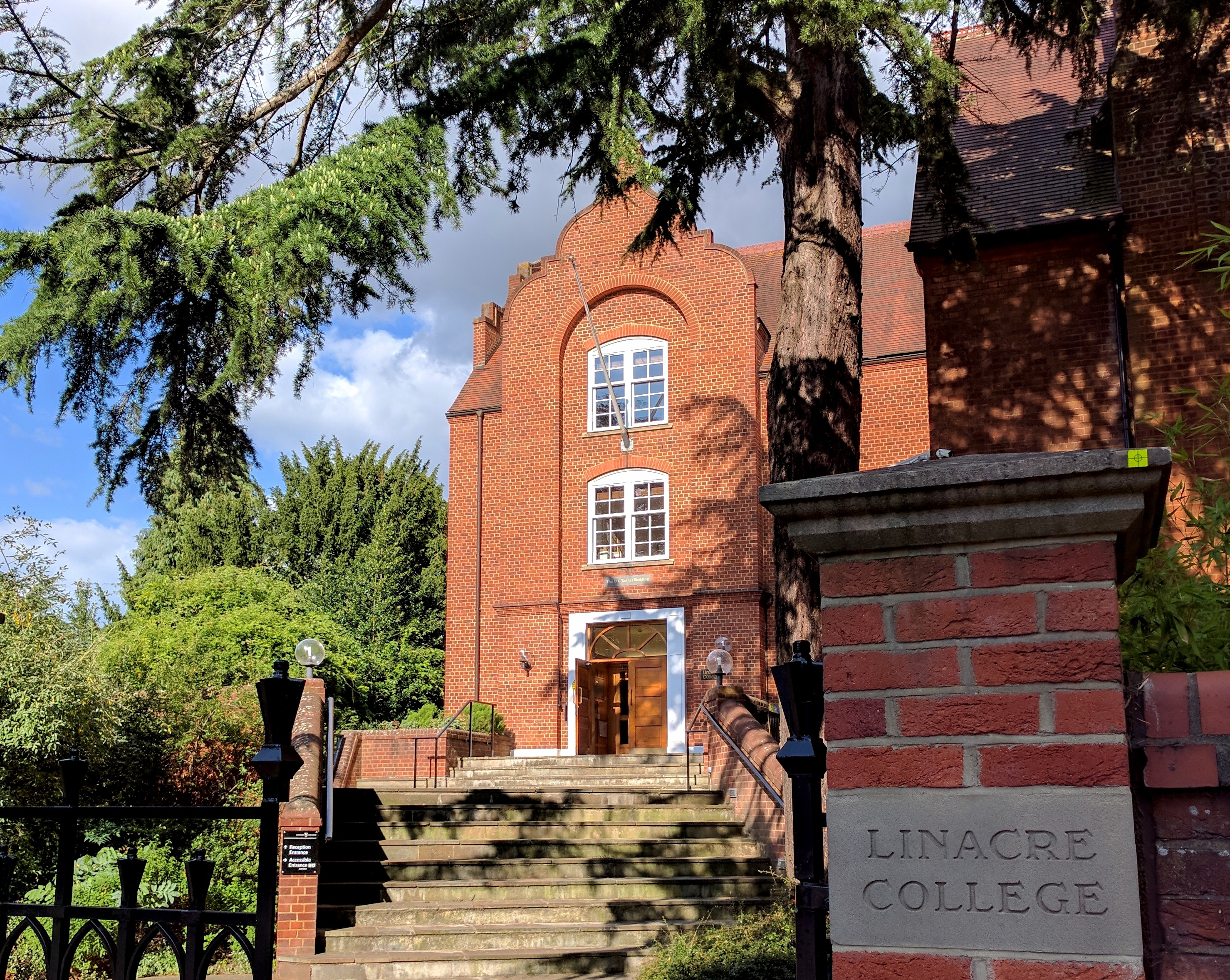
Entrée principale
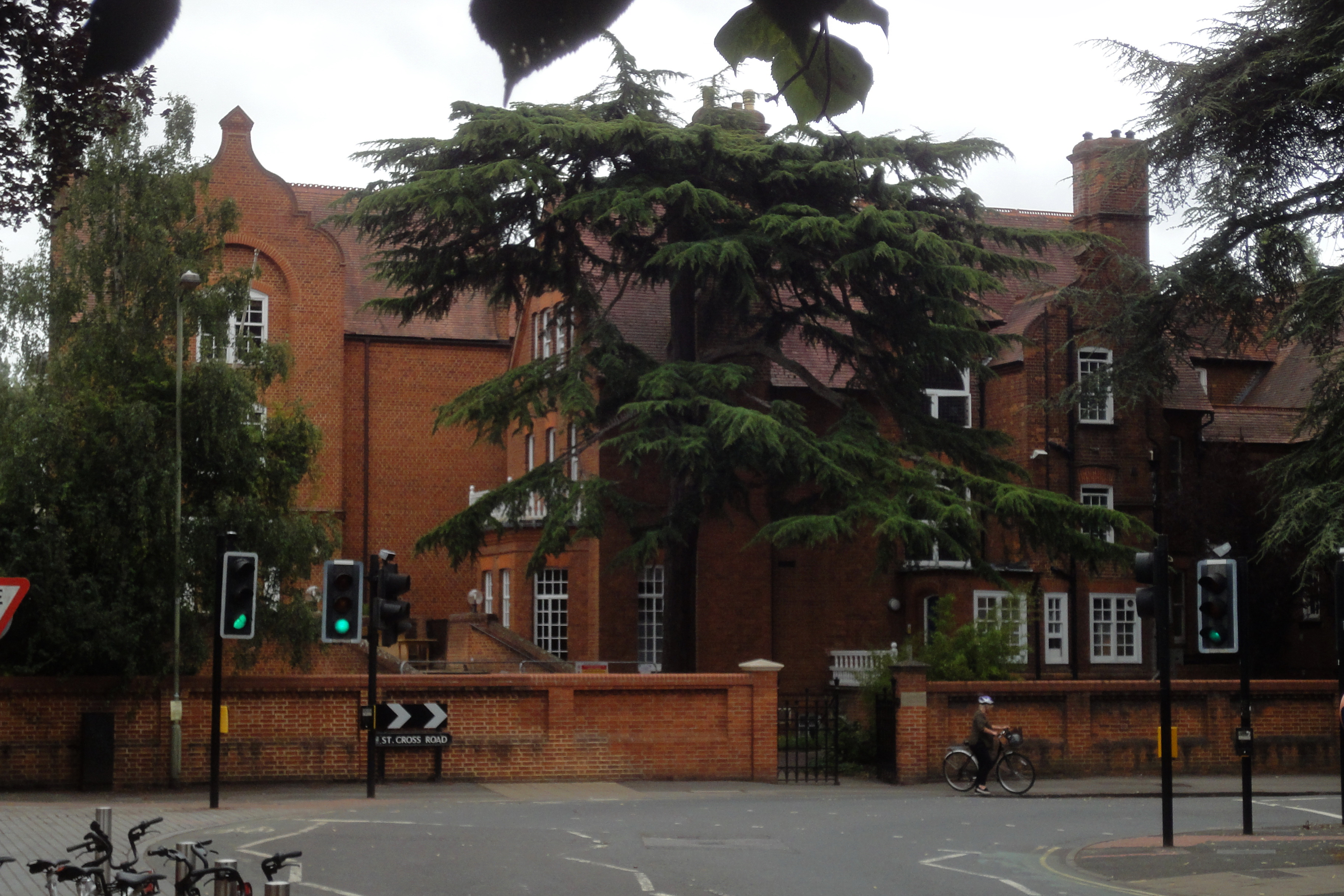
Vue depuis l'ouest
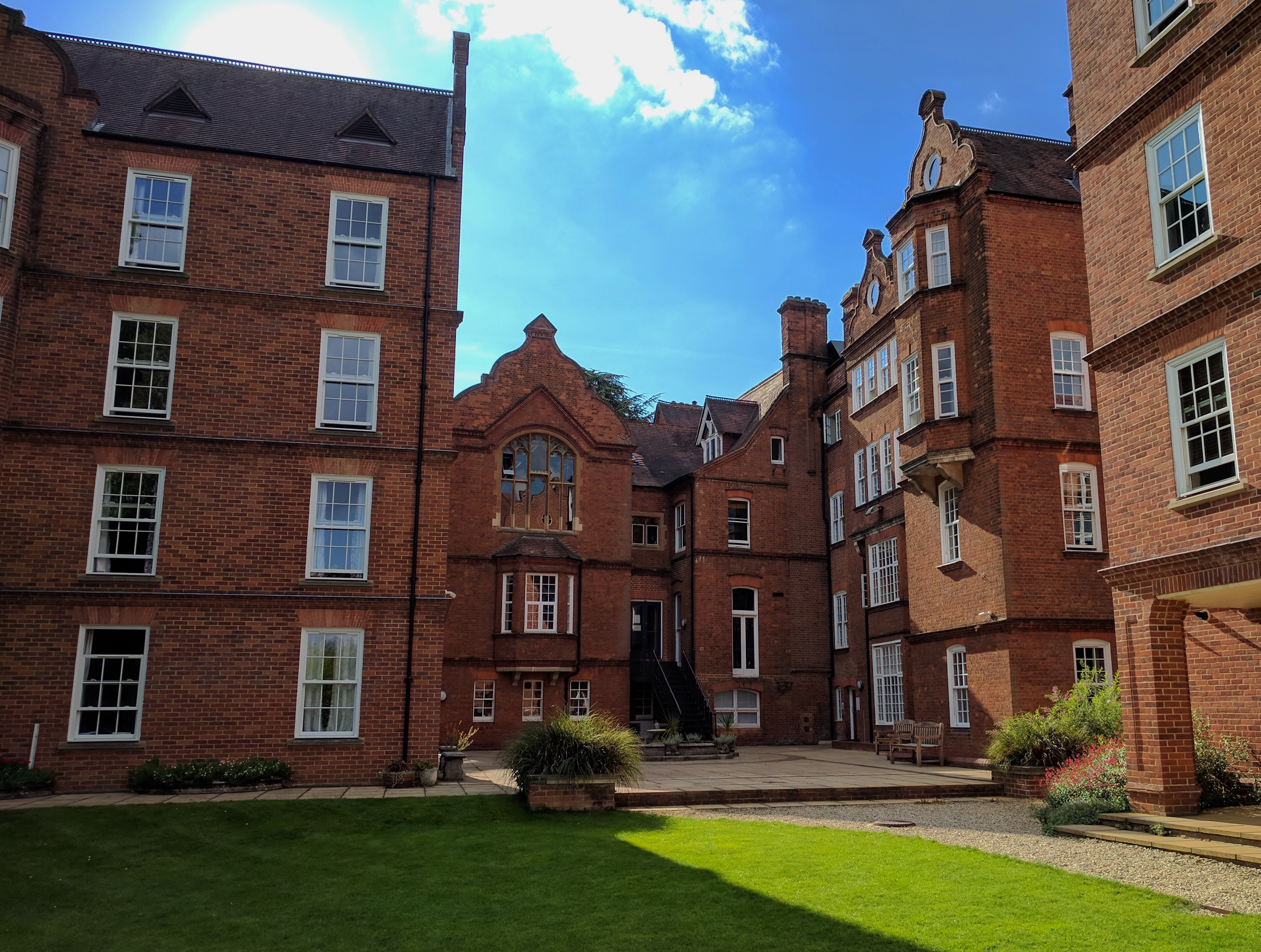
Bâtiment OC Tanner
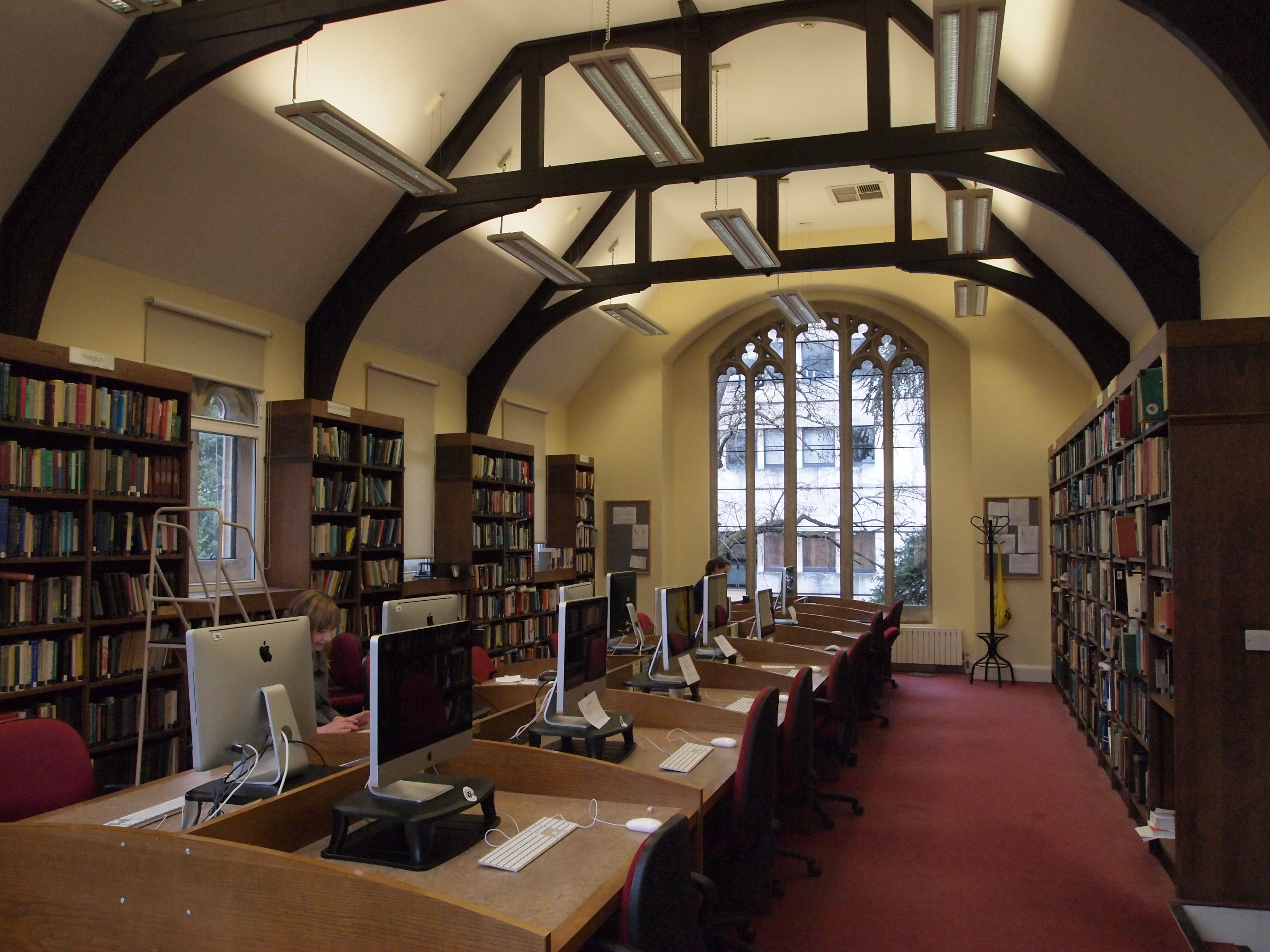
Bibliothèque de Vieille Chapelle
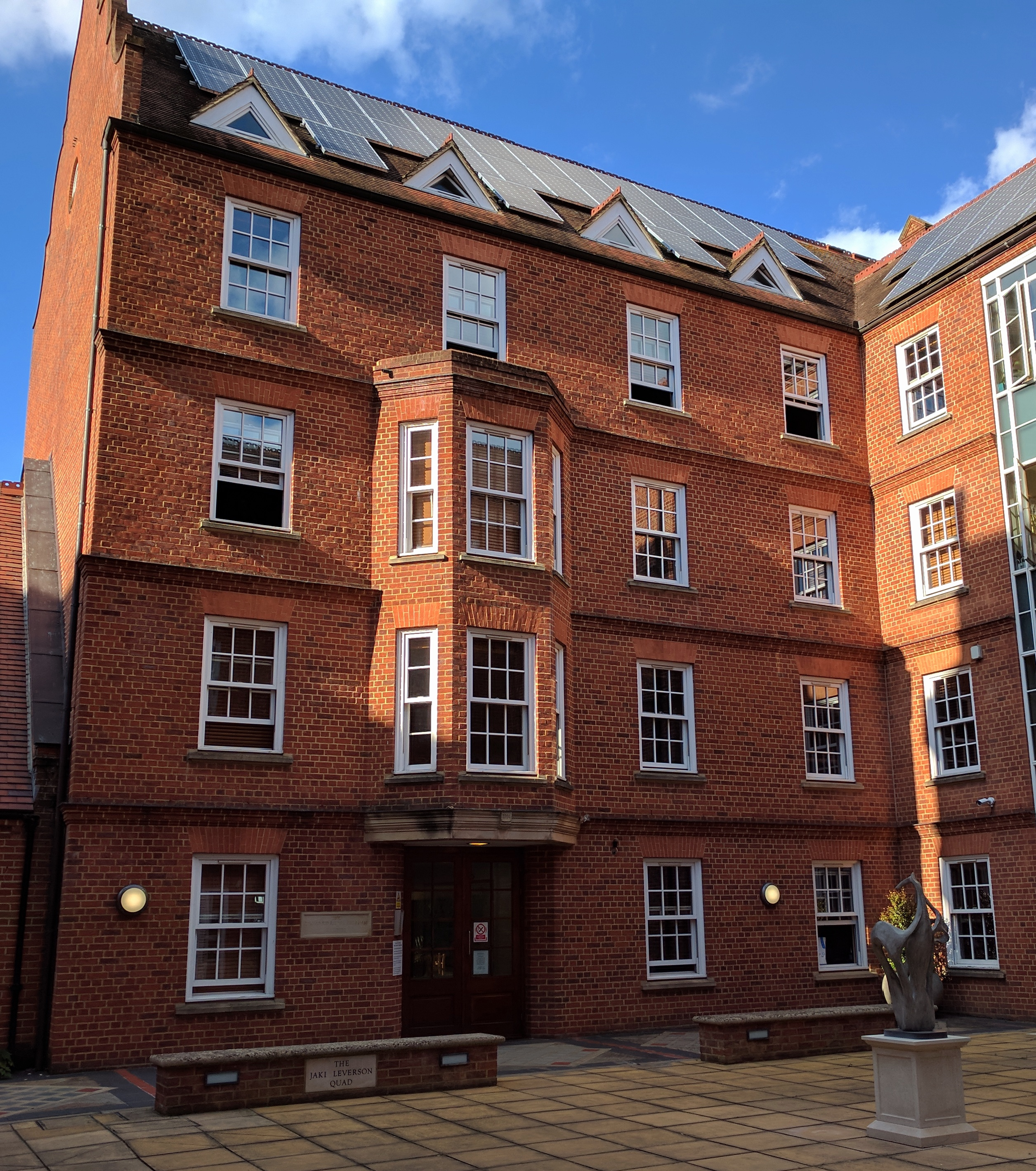
Immeuble Abraham
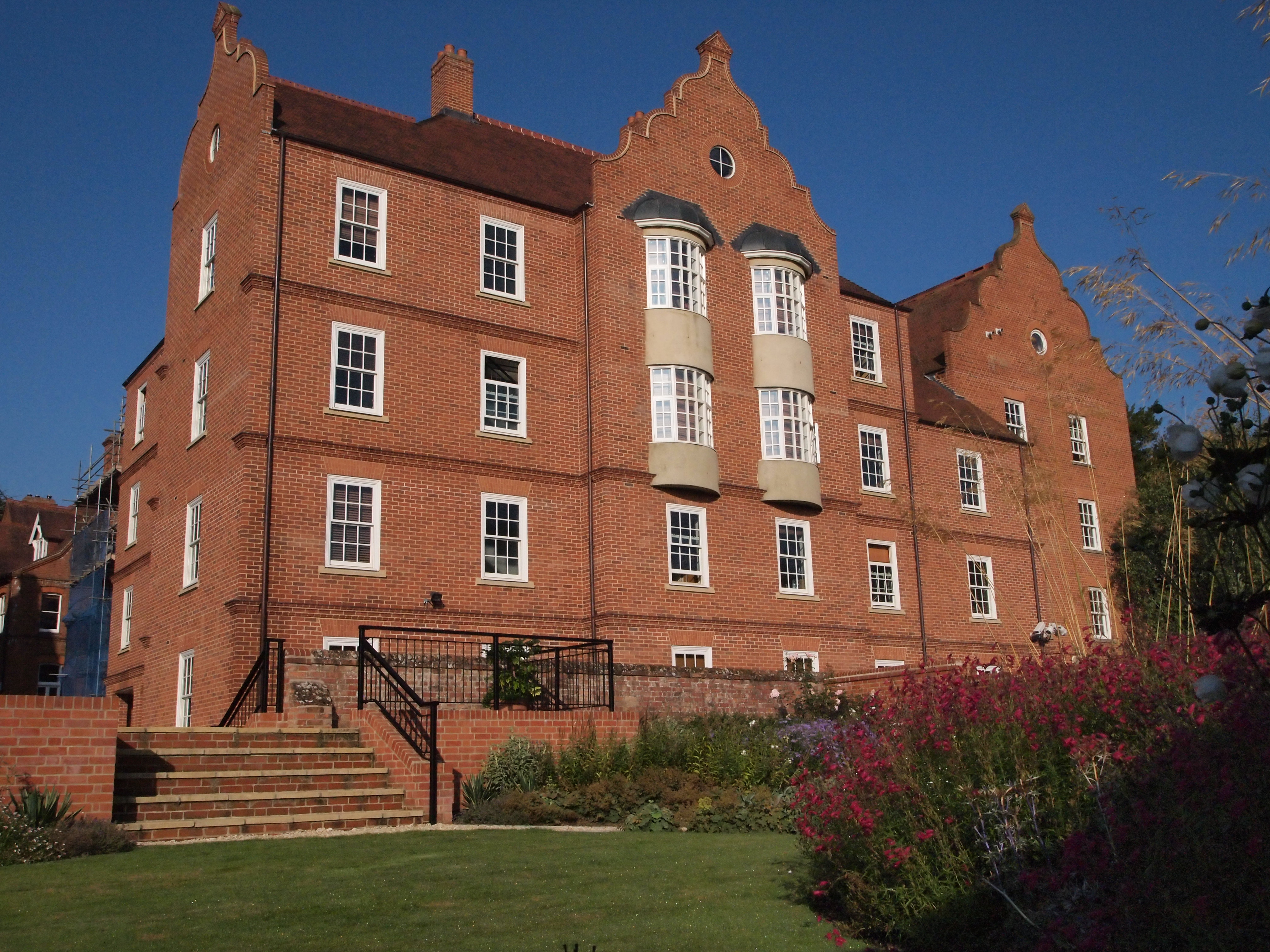
Bâtiment Griffiths
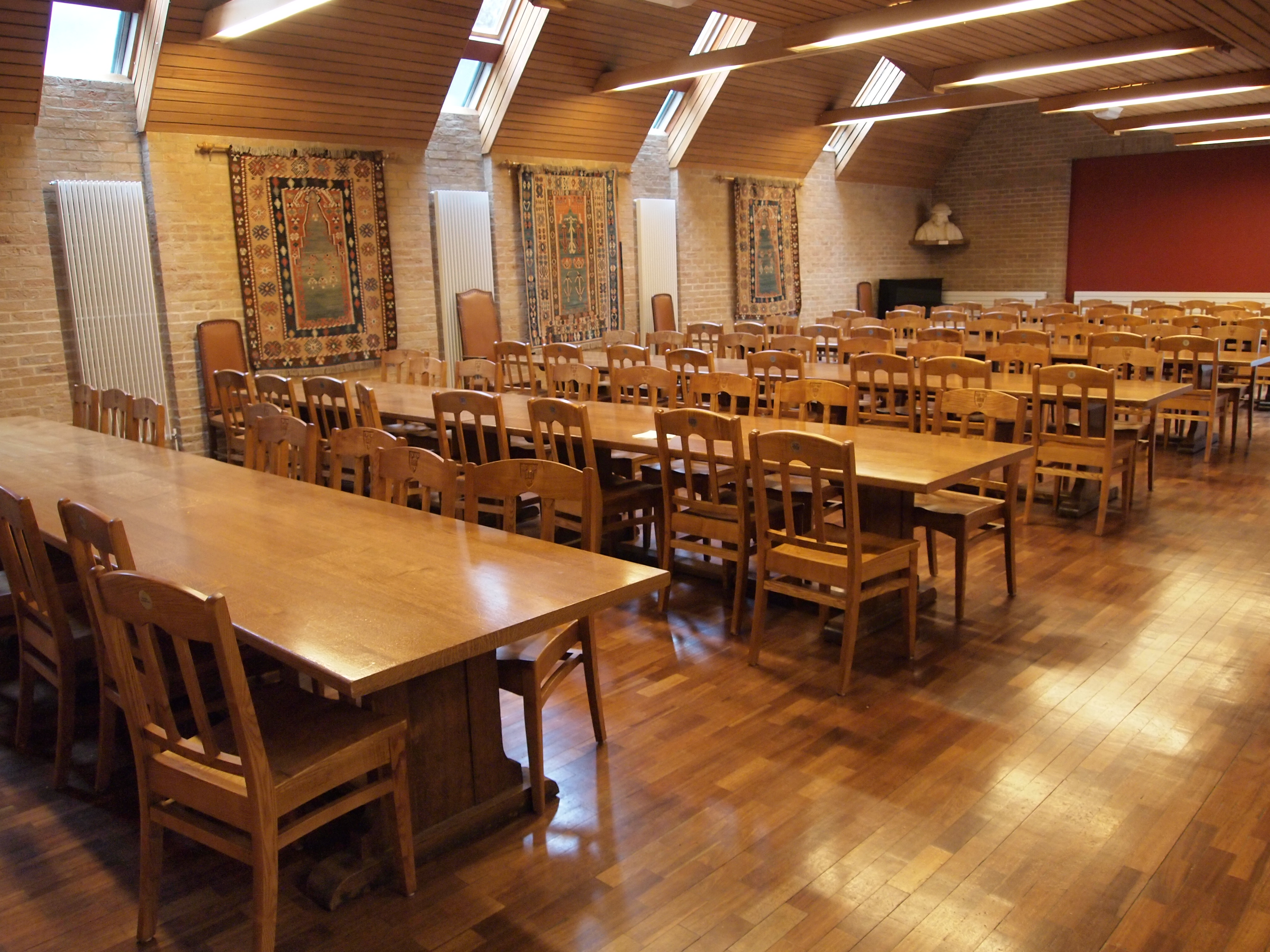
Salle à manger
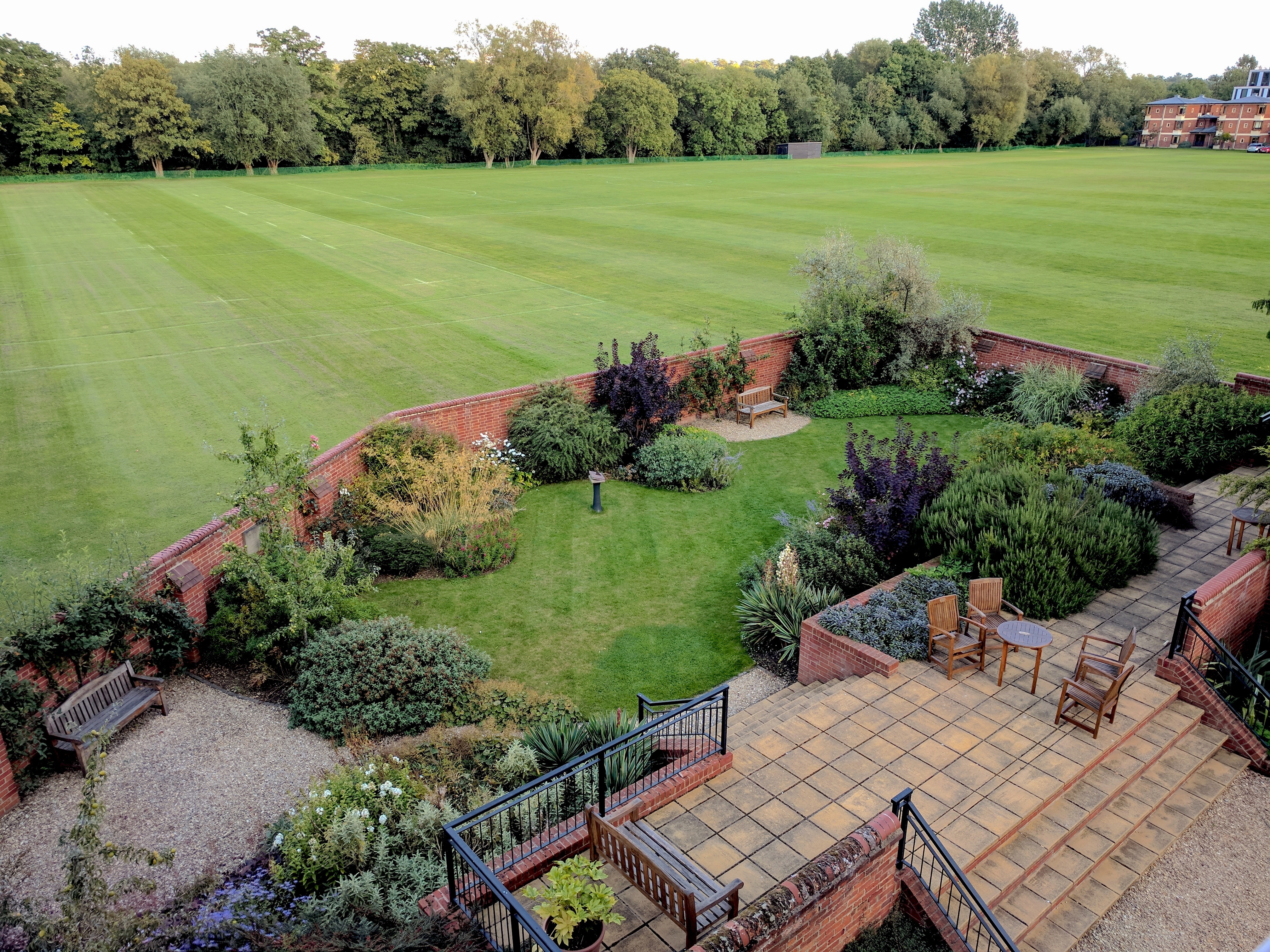
Jardin Rom Harré
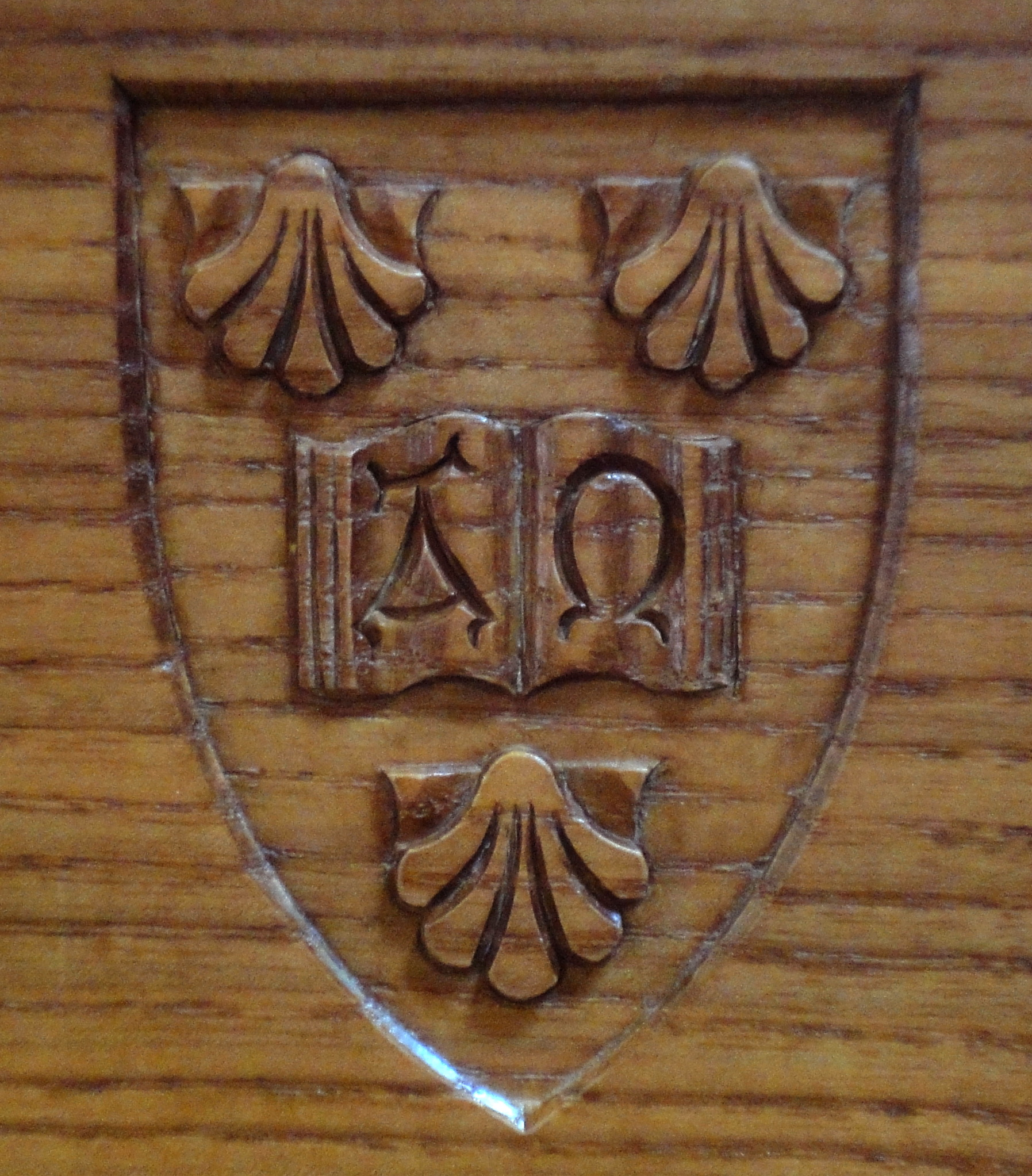
Les armes du collège sur bois de chêne

## Directeurs
- 1962–1988 : John Bamborough, directeur fondateur
- 1988–1996 : Bryan Cartledge
- 1996-2010 : Paul Slack (historien) (en)
- 2010-présent : Nick Brown